# Louis Moreau de Chambonneau
Le 1er mai 1685, Louis Moreau de Chambonneau était commandant du Comptoir de Saint-Louis du Sénégal pour le compte de la Compagnie du Sénégal, lors de l'arrivée de Michel Jajolet de la Courbe.
Au bout de quelques jours, il proposa à Michel Jajolet de la Courbe, de l’accompagner en voyage sur le fleuve jusqu’à Galam. Celui-ci souffrant de la fièvre se récusa. Aussi Louis Moreau de Chambonneau, pendant qu’il découvrirait le Haut-Fleuve, voulut lui confier toutes les marchandises, devant son refus, car Michel Jajolet de la Courbe souhaitait qu’un inventaire fut fait. Il ne lui laissa qu’un coffre ou deux, nécessaire à la traite. Le reste fut mis sous clef.
Avant de partir, Louis Moreau de Chambonneau confia à Michel Jajolet de la Courbe une liste moins importante des marchandises qu’il emportait. Plus tard il l'accusera devant la Compagnie du Sénégal, d’avoir soustrait les pièces qui manquaient dans les magasins.
Louis Moreau de Chambonneau arriva à l’escale de Chieratik ou Siratik, à 120 lieues de Saint-Louis, mais s’étant brouillé avec l'Almamy des Fouls, celui-ci, ne lui avait par permis de monter jusqu’à Galam, craignant que dans ce pays, il fit alliance avec un chef Fouls exilé nommé Samba Boué (qui entretint en effet la guerre pendant près de quinze ans contre l'Almamy du Chieratik régnant, jusqu’au jour où il parvint à le supplanter).
Il n’avait pas voulu se soumettre à cette défense ; il était monté jusqu’à Bakel, mais là, il y avait eu une querelle entre lui et ses « Laptot », ceux-ci l’avaient abandonné et étaient revenus par terre.
Louis Moreau de Chambonneau avec les blancs qui l’accompagnaient et quelques captifs qu’il avait achetés, avait pu ramener sa barque à Saint-Louis du Sénégal le 16 août 1685, jour du départ de Michel Jajolet de la Courbe pour les îles Canaries.
Louis Moreau de Chambonneau était furieux, il l’accusa de lui avoir enlevé ses captifs, d’avoir pillé ses biens et d’avoir volé les effets de la Compagnie du Sénégal, bien qu’il les eût lui-même enfermés dans des coffres, scellés de sa main avant son départ.
Il accusa les commis de s’être fait complices de ce prétendu vol et les menaça de les renvoyer par le premier vaisseau qui passerait. Il les avait exclus du magasin, avait refusé de prendre ses repas avec eux selon la coutume.
Les aumôniers avaient fait des démarches pour l’apaiser, mais il ne répondait que par des injures.
Révoltés de cette dureté et de cette injustice, les commis allèrent le trouver et le prièrent de leur rendre ses bonnes grâces, déclarant qu’ils étaient prêts à lui obéir. Il recommença ses menaces, alors ils lui dirent qu’ils ne voulaient plus le reconnaître comme commandant, et qu’ils l’arrêtaient pour le renvoyer en France par le premier vaisseau. Il se défendit, mais il fut saisi, enfermé dans une tourelle et gardé à vue. En même temps, les rebelles prirent les registres des comptes et tous les papiers, mirent les scellés sur les coffres et aux portes des magasins.
Michel Jajolet de la Courbe revint à Saint-Louis le 4 octobre 1685, où devant la barre, une barque amena le sieur Lamarche et l’abbé des Roziers, l’un des aumôniers de l’habitation de Saint-Louis, qui lui apprirent ce qui s'était passé depuis son départ.
Michel Jajolet de la Courbe leur déclara qu’ils étaient coupables d’avoir agi ainsi, et espérait que la Compagnie du Sénégal serait moins sévère dans son jugement, qu’il ne l’était lui-même, puis s’enquit du résultat du voyage de Galam. Michel Jajolet de la Courbe consentit à exercer le commandement provisoire, jusqu’à ce que la Compagnie du Sénégal le remplace. Il rédigea un procès-verbal de la prestation de serments des habitants le reconnaissant comme commandant et jurant de le servir et de lui obéir; il le fit signer par tous ceux qui savaient écrire et dressa un état des effets de la Compagnie du Sénégal au moment où il prenait possession du pouvoir.

## Sources
- 1685 Premier voyage du Sieur La Courbe fait en Afrique. (voir livre sur archive.org)
- 1910 Les Origines de l'Afrique occidentale du XVe siècle à 1870 de Prosper Cultru- (Voir livre sur gallica.bnf.fr)